# Westlake Corner
Westlake Corner é uma Região censo-designada localizada no estado norte-americano de Virginia, no Condado de Franklin.

## Demografia
Segundo o censo norte-americano de 2000, a sua população era de 899 habitantes.

## Geografia
De acordo com o United States Census Bureau tem uma área de
29,7 km², dos quais 26,1 km² cobertos por terra e 3,6 km² cobertos por água.

## Localidades na vizinhança
O diagrama seguinte representa as localidades num raio de 28 km ao redor de Westlake Corner.